# Pánico en la embajada
Pánico en la embajada (en inglés Lima: Breaking the Silence) es una película estadounidense para la televisión de drama criminal dirigida y escrita en 1999 por Menahem Golan y protagonizada por Joe Lara y Billy Drago. La historia está basada en la crisis de rehenes de la embajada japonesa de 1996. 
La película fue criticada por recrear demasiado subjetivamente los escenarios y los hechos ocurridos, dando una imagen positiva de los terroristas del MRTA.

## Reparto
- Joe Lara como Víctor (Víctor Polay Campos).
- Billy Drago como General Monticito Frantacino (Vladimiro Montesinos).
- Robert Ito como Presidente Fujimoro (Alberto Fujimori).[4]
- Christopher Atkins como Jeff.
- Bentley Mitchum como Bruce Nelson.
- Darren Foy como Hector Carpa (Néstor Cerpa Cartolini).
- Julie St. Claire como Elena.
- Richard Lynch como James Gallagher, embajador de Irlanda.
- Charles Napier como cura (Juan Luis Cipriani Thorne).
- Dana Lee como Aoki, embajador de Japón.